# Тёрнквист, Ноэль
Ноэль Макс Юахим Тёрнквист (швед. Noel Max Joachim Törnqvist; род. 1 февраля 2002) — шведский футболист, вратарь клуба «Мьельбю».

## Клубная карьера
Начал заниматься футболом в «Снёсторп Нюхем», откуда в раннем возрасте перешёл в академию «Хальмстада». Перед сезоном 2018 года стал игроком «Хальмии». Первый сезон провёл в качестве резервного голкипера, но в сезоне 2019 года, после перехода Мальте Польссона в «Хальмстад», стал первый вратарём команды. Дебютировал за клуб 13 апреля 2019 года в игре с «ИФК Мальмё». В общей сложности за команду провёл 22 матча, в которых пропустил 43 мяча. По итогам сезона попал в число номинантов на звание лучшего вратаря сезона в Дивизионе 2.
15 декабря 2019 года перешёл в «Мьельбю», по итогам прошедшего сезона поднявшимся в Алльсвенскан. Первую игру за новый клуб провёл 30 сентября 2020 года во втором раунде кубка страны с «Ассириской», завершившейся победой со счётом 5:0. В январе 2021 года на правах аренды на один год отправился в «Эскильстуну», выступающую в Суперэттане. За время аренды принял участие в 14 матчах за клуб во всех турнирах. В июле 2022 года подписал с «Мьельбю» новый контракт до конца 2026 года. 6 ноября того же года дебютировал в чемпионате Швеции в игре заключительного тура с «Юргорденом».

## Карьера в сборной
Выступал за юношескую сборную Швеции, куда впервые был вызван в октябре 2019 года. Дебютировал в её составе 10 октября в товарищеском матче с Чехией.
В октябре 2021 года получил вызов в молодёжную сборную на отборочные матчи чемпионата Европы с Черногорией и Италией. 12 октября попал в заявку на матч с итальянцами, но на поле не  вышел.

## Клубная статистика
| Выступление       | Выступление      | Выступление      | Лига | Лига | Кубки | Кубки | Конт. кубки | Конт. кубки | Итого | Итого |
| Клуб              | Лига             | Сезон            | Игры | Голы | Игры  | Голы  | Игры        | Голы        | Игры  | Голы  |
| ----------------- | ---------------- | ---------------- | ---- | ---- | ----- | ----- | ----------- | ----------- | ----- | ----- |
| Хальмия           | Дивизион 2       | 2019             | 22   | -43  | 0     | 0     | 0           | 0           | 22    | -43   |
| Хальмия           | Итого            | Итого            | 22   | -43  | 0     | 0     | 0           | 0           | 22    | -43   |
| Мьельбю           | Алльсвенскан     | 2020             | 0    | 0    | 1     | 0     | 0           | 0           | 1     | 0     |
| Мьельбю           | Алльсвенскан     | 2021             | 0    | 0    | 0     | 0     | 0           | 0           | 0     | 0     |
| Мьельбю           | Алльсвенскан     | 2022             | 1    | 0    | 1     | 0     | 0           | 0           | 2     | 0     |
| Мьельбю           | Итого            | Итого            | 1    | 0    | 2     | 0     | 0           | 0           | 3     | 0     |
| → АФК Эскильстуна | Суперэттан       | 2021             | 10   | -15  | 4     | -12   | 0           | 0           | 14    | -27   |
| → АФК Эскильстуна | Итого            | Итого            | 10   | -15  | 4     | -12   | 0           | 0           | 14    | -27   |
| Всего за карьеру  | Всего за карьеру | Всего за карьеру | 33   | -58  | 6     | -12   | 0           | 0           | 39    | -70   |